# 莫格宗
莫格宗（羅馬化：Mogzon）是俄罗斯外贝加尔边疆区的市级镇，属希洛克区，位于色楞格河流域内希拉河（Хила）汇入希洛克河之处附近，在区行政中心希洛克东北、边疆区首府赤塔西南方。
该地2021年人口有3,272人；2010年人口3,856；2002年人口4,455；1989年人口6,368。